# Alejandra Lazcano
Alejandra Moreno Lazcano (Ciudad de México, 31 de diciembre de 1984) es una actriz mexicana.

## Carrera
Inició su carrera en los programas infantiles Bucaneros y La hora de los chavos además de obras de teatro como Las Leandras.
Interpretó roles juveniles en las telenovelas de TV Azteca Señora, Catalina y Sebastián, El amor no es como lo pintan y Como en el cine.
En 2004 tuvo su primer protagónico en la telenovela peruana Tormenta de pasiones acompañada de Alejandro de la Madrid.
En 2007 protagonizó Acorralada, producción de Cisneros Media donde compartió créditos con David Zepeda.
En 2008 protagonizó la telenovela Valeria, de nuevo con Cisneros Media al lado de Jorge Reyes.
En 2009 regresó a México para protagonizar Pobre diabla, producción de TV Azteca en la cual compartió créditos con Cristóbal Lander y Claudia Álvarez, donde interpretó a Daniela, la Diabla.
En 2011 interpretó a Daniela Encinas Durán en la telenovela Cielo rojo, protagonista juvenil de la historia compartiendo créditos con Edith González y Mauricio Islas.
En 2015 obtuvo su primer papel antagónico en la telenovela Caminos de Guanajuato donde interpretó a María Clara Portillo de Coronel, villana principal de la historia.
En 2025 participa en la telenovela Cautiva por amor, interpretando a Melina.

## Filmografía

### Telenovelas
- Pecados inconfesables (2025) — Arcadia[5]
- Cautiva por amor (2025) — Melina[6]
- La jefa (2025) — Verónica Ramos[7]
- Lo que callamos las mujeres (2023) — Carmen
- Esta historia me suena (2023) — Begoña[8]
- La Reina del Sur (2022) — Lina[9]
- Rutas de la vida (2022) — América[10]
- Un día para vivir (2021-2024) — Fabiana / Laura[11][12]
- Caminos de Guanajuato (2015) — María Clara Portillo de Coronel.
- A corazón abierto (2012) — Alondra.
- Cielo rojo (2011 - 2012) — Daniela Encinas Durán.
- Pobre diabla (2009 - 2010) — Daniela Montenegro "La Diabla".
- Valeria (2008) — Valeria Hidalgo.
- Acorralada (2007) — Diana Soriano.
- Corazón partido (2005 - 2006) — Claudia.
- Tormenta de pasiones (2004 - 2005) — Isabel del Castillo.
- La hija del jardinero (2003 - 2004) — Vanessa Sotomayor Alcántara.
- La duda (2002 - 2003) — Graciela.
- Como en el cine (2001 - 2002) — Sofía Borja Mendoza.
- El amor no es como lo pintan (2000 - 2001) — Karla Orozco.
- Catalina y Sebastián (1999) — Martina Mendoza.
- Señora (1998) — Fabiola Blanca.

### Programas de televisión
- La hora de los chavos (1997-1998)
- Bucaneros (1997)

### Cine
- Fin de juego
- MexZombies (2022)

## Teatro
- Las Leandras
- La Sirenita
- El club de los cinco